# Soltera (Lunay)
Soltera (in italiano: "single") è un singolo dell'artista musicale portoricano Lunay, pubblicata il 21 febbraio 2019. Ha raggiunto la 1° posizione in Spagna e la 66a di Hot 100. Il singolo ha anche un remix, che include la partecipazione di Daddy Yankee e Bad Bunny.